# Maximum illud
Maximum illud est une lettre apostolique du pape Benoît XV, publiée le 30 novembre 1919, la sixième année de son pontificat. Elle traite des missions catholiques après la Première Guerre mondiale et prône un développement des missions et une meilleure formation des clergés locaux.

## Contexte
Après les déchirements des nations européennes de la Première Guerre mondiale, Benoît XV souligne la nécessité de séparer les intérêts nationaux des Empires coloniaux de la Mission faite au nom de l'Évangile. Il commente le psaume 45 « Oublie ton peuple et ta famille » de ces mots : « Rappelez-vous que vous ne devez pas travailler à étendre un royaume des hommes, mais celui du Christ, ni à recruter de nouveaux sujets pour une patrie terrestre, mais pour celle d'En-Haut ». Le Pape Benoît XV écrit aussi dans le cadre d'un renouveau théologique des missions, qui voit la missiologie émerger comme une branche nouvelle de la théologie, à partir des travaux de l'école de Münster dans les années 1880 jusqu'au développement que celle-ci connaîtra dans l'école de Louvain dans les années 1930.

## Contenu
Le Pape rappelle l'exemple des premiers apôtres qui sont allés convertir les nations au message de l'Évangile, de grands missionnaires, tels que saint François Xavier ou Bartolomé de las Casas, fait un historique des dernières années de missions et demande aux évêques et aux supérieurs de congrégations missionnaires de former de mieux en mieux un clergé indigène et de susciter des vocations missionnaires. 

### L'appel renouvelé à l'établissement d'un clergé local
Benoît XV se fait l'écho du « grand envoi » des apôtres par Jésus, qu'il met en exergue de sa lettre qui en reçoit son titre : « Allez dans le monde entier. Proclamez l’Évangile à toute la création. » (Mc 16,15). Le Pape insiste de nouveau sur le mandat de faire des disciples de toutes les nations, ce qui depuis les instructions romaines de 1659 s'exprime par le désir de l'édification d'un clergé local. Ainsi que le dit le Souverain pontife dans sa lettre : « Il reste un point sur lequel les chefs de mission ont le devoir de fixer particulièrement leur attention. C'est le recrutement et la formation d'un clergé indigène. Là est le plus grand espoir des Églises nouvelles, car le prêtre indigène se trouve préparé à merveille pour introduire la foi chez ses compatriotes, comme il est naturel chez un homme qui leur est uni par la naissance, la mentalité, les sentiments et les goûts. »

### La sainteté du missionnaire
Le Pape met l'accent sur la sanctification personnelle de tous les acteurs engagés dans la mission, et déclare que celle-ci doit être soutenue par tous les catholiques par la prière et l'aide matérielle. D'un point de vue pratique, il demande aux missionnaires d'approfondir leur apprentissage des langues locales et des coutumes locales dans le respect des peuples et en profite pour louer particulièrement l'action des congrégations missionnaires féminines dans le domaine de la charité, de la médecine et de l'enseignement.

### La participation de tous à la mission universelle
Benoît XV insiste sur le fait que la mission universelle n'est pas réservée à certains, mais qu'elle concerne tous les chrétiens. Ainsi, il propose trois moyens de s'associer à cet élan missionnaire : la prière, l'encouragement des vocations missionnaires, le soutien financier. Le Pape se fait ainsi le soutien officiel des nouveaux mouvements missionnaires de laïcs, comme celui fondé par Pauline Jaricot, pour la promotion de la mission.

## Postérité et anniversaire
La lettre apostolique Maximum Illud est considérée comme la feuille de route de l'activité missionnaire à l'époque contemporaine.
Le 22 octobre 2017, à l'occasion de la Journée mondiale des missions, le Pape François a annoncé le 100e anniversaire de la lettre apostolique Maximum Illud, grâce à laquelle le Pape Benoît XV avait selon lui cherché à donner un nouvel élan à l'œuvre missionnaire de proclamer l'Évangile. Dans cette perspective, le Pape a appelé à la célébration d'un « mois missionnaire extraordinaire » en octobre 2019, dans le but de développer une conscience accrue de la mission ad gentes et de reprendre avec une ferveur renouvelée la transformation missionnaire de la vie et de l'activité pastorale de l'Église.